# David W. Garland
David Garland, född 1955, är Arthur T. Vanderbilt-professor i juridik och professor i sociologi vid New York University.

## Biografi
David Garland föddes 1955 i Dundee i Skottland. År 1977 tog han en kandidatexamen i juridik vid University of Edinburgh School of Law och 1978 en master i kriminologi vid Sheffield University. År 1984 erhöll han sin doktorsexamen vid University of Edinburgh i rättssociologi. Mellan åren 1979 och 1997 undervisade han vid University of Edinburghs Centre for Law and Society och arbetade med straffteori. Han har varit gästforskare vid Katholieke Universiteit Leuven i Belgien, University of California, Berkeley och Yale University. Han var en så kallad Davis Fellow på historiska institutionen vid Princeton University och var gästprofessor vid juridiska institution på New York Universitys internationella juristprogram.
Garland grundade den internationella tvärvetenskapliga tidskriften Punishment & Society, och är författare av en serie prisbelönta böcker om straff och social kontroll: Punishment and Welfare: A History of Penal Strategies (1985), Punishment and Modern Society: A Study in Social Theory (1990) och The Culture of Control: Crime and Social Order in Contemporary Society (2001).